# Die lustigen Musikanten

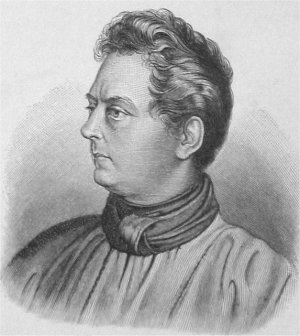
Clemens Brentano
(1778–1842)

Die lustigen Musikanten ist ein Singspiel von Clemens Brentano, das, im November 1802 in vier Tagen für eine Düsseldorfer Theatergruppe geschrieben, 1803 bei Bernhard Körner in Frankfurt am Main erschien. Am Neujahrsabend 1804 wurde es in einer Vertonung von Georg Wenzel Ritter unter dem Titel Das neue Jahr in Famagusta am Nationaltheater Mannheim uraufgeführt. Regierungsrat E. T. A. Hoffmann leitete am 6. April 1805 die Aufführung seiner Vertonung am Deutschen Theater Warschau. Hoffmann schrieb darauf: „Der Text missfiel.“

## Personen und Hintergründe
Ort der Handlung ist Famagusta.
- Ramiro und Azelle sind Geschwister aus dem Herzogtum Samarkand. Beide herrschen. Ramiro ist Herzog von Samarkand und Azelle ist Herzogin von Famagusta. Azelles Vater hatte das feindliche Famagusta erobern lassen und das Herzogtum der Tochter geschenkt.
- Rinaldo und Fabiola sind Geschwister aus dem Herzogtum Famagusta. Der Vater, vormals Herrscher von Famagusta, ein „Wüthrich“, hatte Rinaldo nicht als Prinz  anerkannt und ihn aussetzen lassen. Rinaldo war zum Feldherrn der Samarkander aufgestiegen und hatte, in Unkenntnis seiner Herkunft, zehn Jahre vor Handlungsbeginn  die eigene Vaterstadt erobert. Die Mutter hatte vormals auch noch ihr zweites Kind Fabiola verloren. Aus Angst vor der Eifersucht des Gatten hatte sie das kleine Mädchen heimlich bei ihrem Jugendgefährten Piast in Pflege gegeben.
- Piast ist ein norwegischer Edelmann, der gemeinsam mit der Mutter Rinaldos und Fabiolas erzogen worden war. Er war der Jugendgefährtin an den Hof von Famagusta gefolgt. Der Herrscher von Famagusta hatte Piast die Augen ausstechen lassen, weil er den Norweger für den Vater Rinaldos gehalten hatte.
- Truffaldin, Nachtwächter und Astronom in Famagusta, war früher mit dem blinden Piast durchs Land gezogen.
- Pantalon, Bürgermeister von Famagusta
- Tartaglia, Minister von Samarkand

## Handlung
Tartaglia und Pantalon treffen in Famagusta aufeinander. Der Minister ist auf der Suche nach seinem Herzog Ramiro. Der Bürgermeister empfiehlt Tartaglia, er solle die Herzogin Azelle gleich mit suchen. Die wäre nämlich seit Monaten verschwunden. Man munkelt, Azelle sei in Rinaldo, den Feldherrn ihres verstorbenen Vaters, verliebt. Azelle habe Rinaldo sogar die Krone angetragen. Es heißt, der Herzog sei einer schönen jungen Bettlerin gefolgt, die mit ihrem blinden Vater und einem lahmen Knaben Eusebio unterwegs sei. Zum Jahreswechsel treten jene Bettler als die drei lustigen Musikanten in Famagusta auf. Die Bettlerin Fabiola singt:
Hör', es klagt die Flöte wieder,
Und die kühlen Brunnen rauschen.
Piast fällt ein:
Golden weh'n die Töne nieder,
Stille, stille, laß uns lauschen!
Ramiro kommt und gesteht Piast seine Liebe zu Fabiola. Pantalon will die Musikanten festnehmen, weil er den Herzog Ramiro bei ihnen vermutet. Dazu kommt es nicht. Ramiro besticht die Wachen und gibt sich wehrhaft. In dem verfallenen alten Schloss, dem einstigen Herrschersitz, begegnen sich die umherirrenden Geschwister Ramiro und Azelle. Ramiro, am Ziel seiner Wünsche, gesteht der Schwester: „Ich folgte Bettlern nach und fand Schätze.“ Azelle hat Rinaldo noch nicht gefunden.
Piast setzt Rinaldo und Fabiola ins Bild. Sie sind Geschwister und der Blinde ist nicht Fabiolas Vater. Das Happy End: Die vier Häupter der vormals verfeindeten beiden Herzogtümer verbrüdern sich unter dem Beifall des Volkes von Famagusta.

## Lyrik
Truffaldin singt angesichts des Nachthimmels:
O all' ihr lieben Sterne,
O wär't ihr nicht so ferne!
Ich fragte euch so gerne,
Damit ich von euch lerne.
Aber ach! mein Perspektiv
Ist so trüb, so kurz, so schief
Und der Himmel ist so tief,
Daß, wenn ich auch gar nicht schlief,
Ich doch immer
Euren Schimmer
Mir ergründe,
Nie erfinde
Des Schicksals Gewinde,
Und gukt ich mich blinde.
Nach dem Flötensolo singt Piast:
Durch die Nacht, die mich umfangen,
Blickt zur mir der Töne Licht

## Rezeption
- Die Lieder der „armen, todunglücklichen Musikanten“ klängen lustig.[14]
- Schulz[15]: Dem Zuschauer begegnen Figuren aus der Commedia dell’arte – zum Beispiel Truffaldin, Pantalon und Tartaglia. Die Nachbarschaftsbeziehungen der vorkommenden Territorien muten operettenhaft erfunden an.[16]
- Riley[17] nennt weiter führende Arbeiten: P. H. Gehly (1933), L. Jessel (1971), Heinz Rölleke (1973 und 1974) und Werner Bellmann (1981).

## Ausgaben
- Die Lustigen Musikanten: Singspiel. Körner, Frankfurt am Main 1803 (Digitalisat in der Google-Buchsuche; Erstausgabe).

Zitierte Textausgabe:
- Hartwig Schultz (Hrsg.): Die lustigen Musikanten. Singspiel. In: Jürgen Behrens, Wolfgang Frühwald, Detlev Lüders (Hrsg.): Clemens Brentano. Sämtliche Werke und Briefe. Band 12. Dramen I. W. Kohlhammer, Stuttgart 1982, ISBN 3-17-007043-6, S. 797–877.